# NGC 6934
NGC 6934 és un cúmul globular en la constel·lació del Dofí.